# Emile Jooris
Emile Désiré Jean Marie Jooris (Brugge, 15 maart 1833 - Varsenare, 10 oktober 1919) was burgemeester van de Belgische gemeente Varsenare.

## Levensloop
Emile Jooris was een van de vier kinderen van advocaat Joseph-Bernard Jooris (Brugge 1789-1859) en van Isabelle d'Haeninck (1807-1866). Zijn vader was advocaat van 1812 tot 1822 en doorliep vervolgens een carrière als magistraat, die hij beëindigde als ondervoorzitter van de rechtbank van eerste aanleg in Brugge. 
Emile werd in 1858 doctor in de rechten aan de ULB. In 1867 werd hij voorzitter van de Brugse kunstkring IJver en Broedermin en in 1872 was hij de eerste voorzitter van het Willemsfonds in Brugge.
Hij werd verkozen tot liberaal gemeenteraadslid van Brugge en was van 1872 tot 1875 schepen. Van 1880 tot 1900 was hij arrondissementscommissaris voor Brugge. 

## Burgemeester
Tijdens de legislatuur 1903-1909 was hij burgemeester van Varsenare, waarbij hij de plaats 'warm' hield, in afwachting dat een telg van de familie Van Caloen de Basseghem de leeftijd bereikte die hem toeliet het ambt te bekleden.
Jooris was al van in zijn jeugd vertrouwd met Varsenare. Dit had te maken met de eigendommen die op deze gemeente hadden toebehoord aan de flamboyante Anselme de Peellaert, die in 1816 achterstallige intresten verschuldigd was op een som van 25.000 fr., geleend bij de handelaar Jan Jooris, brouwer in De Gapaard, Noordzandstraat. Bij gebrek aan betaling werden de eigendommen verbeurd verklaard en Jans kinderen, Bernard, Jan, Joseph, Karel en François werden er eigenaar van. Joseph Jooris, vader van Emiel kon zich het grootste gedeelte toe-eigenen: zes huizen en 67 percelen grond met een niet nader vermelde oppervlakte. Het ging onder meer over de vroegere heerlijkheid Cleynen Thems, langs de Zeeweg in Varsenare, die Emile erfde en waarvan hij door aankopen de oppervlakte verder uitbreidde. Hij bouwde er vanaf 1886 een kasteel waar hij de naam 'de Zandbergh' aan gaf en waar hij eerst in de zomer, vervolgens bestendig, zijn intrek nam. In 1898 liet hij op een hoekstuk van zijn domein een weeshuis oprichten, bestuurd door kloosterzusters. Hij bouwde ook de Sint-Antoniuszaal langs de Zeeweg, ontspanningslokaal voor schoolverlatende jeugd.
Hij legde een straat aan van zijn kasteel naar het dorp, dat de naam Kastanjelaan kreeg en later tot Joorisstraat werd omgedoopt.

## Adel en nageslacht
Emile Jooris werd in 1906 opgenomen in de erfelijke adel. Hij was in 1861 getrouwd met Gabrielle Vermylen (1841-1908), die in Varsenare een vleiende reputatie had als grote weldoenster. Ze hadden vijf kinderen. Twee van de  drie zoons zorgden voor een talrijk nageslacht van naamdragers, onder meer:
- Franz Jooris (1870-1920), kolonel van de cavalerie
  - baron Robert Jooris (1892-1972), luitenant-generaal
  - Jacques Jooris (1893-1942), majoor
    - baron Philippe Jooris (1926-1996)
    - Alain Jooris (1927-2006), boordcommandant SABENA

  - Marcel Jooris (1900-1970), luitenant-generaal
- René Jooris (1872-1943), stichter in Varsenare van de sportvereniging 'De Drie Zwaluwen'
  - Raymond Jooris (1900-1988) hoofdingenieur-directeur RTT.

De twee dochters trouwden adellijk en hebben nageslacht tot heden:
- Françoise Jooris (1873-1945) met Louis Duquenne Watelet de la Vinelle (1865-1938), voorzitter van de Belgische rekruteringscommissie in Groot-Brittannië tijdens de Eerste Wereldoorlog.
- Marcelle Jooris (1878-1924) met baron Maurice Houtart (1866-1939), volksvertegenwoordiger, senator, minister van financies, minister van kolonies, minister van staat, voorzitter van de beheerraad van de Bank van Brussel en van Brufina.